# Crook and Billy Row

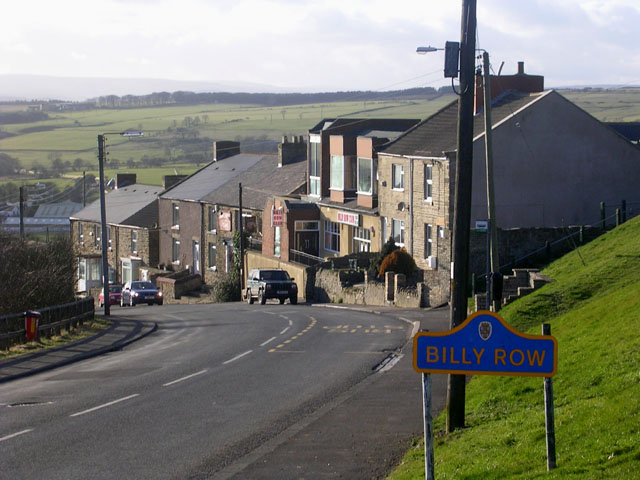
Billy Row

Crook and Billy Row var en civil parish från 1866 till 1937 då den blev en del av Crook and Willington, i grevskapet Durham, i England. Civil parish var belägen 13 km från Durham och hade 11 690 invånare år 1931.